# Božanovići (Kalinovik, BiH)
Božanovići su naselje u općini Kalinovik, Republika Srpska, Bosna i Hercegovina.

## Stanovništvo
Nacionalni sastav stanovništva 1991. godine, bio je sljedeći:
ukupno: 66
- Srbi - 66 (100%)

## Vanjske poveznice
- Satelitska snimka  Arhivirana inačica izvorne stranice od 29. svibnja 2011. (Wayback Machine)